# 星島沙也加
星島 沙也加（ほしじま さやか、1992年10月27日 - ）は、日本のタレント、モデル。
愛知県名古屋市出身。アライブエンタテインメント所属。かつてはみらいくーる所属、2015年7月からG.P.Rとマネジメント業務提携を行っていた。

## 経歴・人物
金城学院大学卒業。在学中の2014年、スカウトをきっかけに雑誌『NAGOYA GIRL』にて専属モデルを務める。またカラコン「Star☆Pierre」（スターピエール）をプロデュースした。
2015年1月、「新春ドラゴンズ祭2015お年玉争奪！男気ガチバトル」（メーテレ）にゲスト出演。同年2月、「シーピープラス2015」イベントにてSIRUIイメージモデルを務める。同年6月13日の「HAIR OF THE YEAR2015」では、サロンモデルを務め、審査員特別賞 GAMO賞を受賞。同年11月1日、グラドルチアーズ（グラチア）の新メンバーとして加入。グラチアとして日本プロサッカーJ2リーグを応援、松井大輔選手にインタビューを行った。
2016年、ラナエンターテイメントが手掛けるエヴァンゲリオンレーシングの2016年体制としてシンジ役のレースクイーンを担当。同年9月24日、「九十九里トライアスロン2016」へグラチアとして参加しバイクを担当。
2017年2月13日、『週刊プレイボーイ』へ初掲載。同年2月27日、『ヤングキング』初単独撮り下ろし巻末グラビアを飾った。同年3月24日、初のイメージDVD＆Blu-ray『さやぴっ！』を発売。同年4月2日、ソフマップにて1st DVD発売イベントを初開催。
同年9月22日、2nd DVD「セカンドキス」を発売。
同年10月8日、ソフマップアミューズメント館8Fにて2nd DVD発売イベントを行う。
同年11月27日、ファンコミュニティーサイトを開設。
2018年1月20日、3rd DVD「Magic Lips」を発売。
趣味はサウナとサッカー観戦。
特技はゴルフ。
栄養士免許の資格を保有する。
地元のプロサッカーチーム名古屋グランパスのファン。特に応援する選手はゴールキーパーのミッチェル・ランゲラック選手。
サッカーおよびグランパス好きが高じて、グランパス専門情報番組「グランパスSTADIUM!」へレギュラー出演している。
好みの男性のタイプは「優しくて笑顔がかわいい人がいいですね。それと、私を特別扱いしてくれるということも大事です！」と語っている。モデルプレスナイトへの出演時には、高校時代の恋愛に触れ「元カレは全員サッカー部でした」と明かしている。

## プロデュース
- カラコン Star☆Pierreスターピエール[16]（2014年12月25日発売開始）

## 出演

### 雑誌
- 「NAGOYA GIRL」（流行発信） - 専属モデル ※2014年12月号で休刊
- 「EXMAX2月号」（2016年12月26日出版、ぶんか社）
- 「週刊プレイボーイ」（2017年2月13日No9・2017年10月23日号出版、集英社）
- 「ヤングキング」（2017年2月27日6号出版、少年画報社）
- 「キスカ」[17]（2017年3月8日4月号・5月8日6月号出版、竹書房）
- 「driver」[18]（2017年3月20日5月号出版・2017年6月5日臨時増刊にて掲載、八重洲出版）
- 「ヤングジャンプ」（2017年6月1日No27、集英社） - プレゼント企画モデル
- 「週刊現代」不定期連載「TOKYO青春純情物語」（10月14日21日合併号、講談社） - インタビュー＆グラビア
- 「ageha」（2018年4月号、メディアボーイ）
- 「LOVEggg」（メディアボーイ）

### 日刊紙
- 夕刊フジ（2015年2月20日） - 芸能面
- サンケイスポーツ[19]（2017年9月22日） - 芸能面

### WEB
- 産経フォト（2015年2月17日）
- 中部電力 省エネレポート（2015年9月10日） - レポーター

### WEB配信
- FOD＊フジテレビオンデマンド[20] - ゴルフ女子として出演
- 360Channel（VR動画）[21]
- グラドルデリバリー箱（2016年 - 、360Channel）[22]

- 生テレ[23]
- 横澤夏子のイイ女しか出れないTV[24]（2017年2月10日）

### テレビ
- メーテレ
  - 「新春ドラゴンズ祭 2015 お年玉争奪! 男気ガチバトル」（2015年1月2日） - ゲスト
  - 「ジョシばな」（2019年4月13日 - ）
- テレビ愛知
  - 「薬師寺流」（2015年12月25日6月6日） - ゲスト
  - ミニ番組「美女のミニ惑」（2015年7月29日）
- TBS
  - 「好きか嫌いか言う時間」[25]（2017年1月3日）
- フジテレビ
  - 「ローラと直美のGo!Go!TV」[26]（2017年2月4日）
  - 「今夜はナゾトレ」[27]（2017年3月7日） - 「7つの変化はどこ」のVTRにてペットショップ店員役として出演
- テレビ東京系
  - ゴッドタン（2018年3月18日）

### テレビCM
- スマホ向けゴルフゲーム『みんゴル』テレビCM（2017年8月5日 - 20日）

### CSテレビ
- Kawaiian for ひかりTV 4K
  - 「モデルプレスナイト」[28]
- ひまわりネットワーク
  - グランパスSTADIUM！（2019年4月1日 - ）

### ラジオ
- 矢神久美のや〜がみガミ言うよ♪（FM豊橋）
- みら☆くるラジオ（FM豊橋）
- 「グラチア Radio Station」[29]（渋谷クロスFM）

### ゲーム
- 成り上がり～華と武の戦国（2022年12月1日、YooZoo） ‐ お市 役[30]

### パチスロ
- ラブ嬢2（2019年、オリンピア）CLUB LUXEのキャバ嬢・さやか役[31][32]

## 作品

### DVD
- さやぴっ！（2017年3月24日、竹書房） ※Blu-rayバージョン同時発売
- セカンドキス（2017年9月22日、イーネットフロンティア）
- Magic Lips（2018年1月20日、ラインコミュニケーションズ）
- Con amore（コン・アモーレ）（2023年3月29日、スパイスビジュアル）

## イベント

### ヘアモデル
- HAIR OF THE YEAR2015 審査員特別賞 GAMO賞 ヘアサロン「ar and ema」スタイリスト：三好宏和（2015年6月13日）

### レースクイーン
- エヴァンゲリオンレーシングRQ2016（碇シンジ役）[33]
  - 3月27日：東名高速道路の足柄サービスエリアにある「EXPASA足柄（下り）」で、「新世紀エヴァンゲリオン」とコラボイベント。「エヴァレーシング2016決起集会」、RQ撮影会[34]。
  - 4月9日 - 10日：SUPER GT、FIA-F4選手権 岡山国際サーキット
  - 4月24日：2016 NGKスパークプラグ 鈴鹿2&4レース 鈴鹿200Km耐久[35]鈴鹿サーキット
  - 5月3日 - 4日：SUPER GT、FIA-F4選手権 富士スピードウェイ
  - 7月30日 - 31日：鈴鹿8時間耐久ロードレース[36]、鈴鹿サーキット
  - 8月6日 - 7日：SUPER GT、FIA-F4選手権 富士スピードウェイ
  - 8月27日 - 28日：SUPER GT、FIA-F4選手権 鈴鹿サーキット
  - 10月29日：RQ撮影会
  - 12月25日：「ケーパワーズ大阪本店」エヴァレーシングRQによるトークショー
  - 2017年1月9日：仙台駅前にてニッカンスポーツ号外配布[37]。
  - 1月21日：東京都品川区武蔵小山駅前にて、ニッカンスポーツ号外配布[38]。「COSMO武蔵小山店」にてエヴァレーシングRQ[39]。
  - 1月22日：札幌駅前にて、ニッカンスポーツ号外配布[40]。
  - 2月5日：RQ撮影会（ラスト）「2016エヴァレーシング ありがとう会」[33]にてエヴァンゲリオンレーシングRQ2016を卒業。

### 撮影会
- FAN FUN POPにて[41]（2017年1月28日参加） - 川井優沙とのペア撮影会
- Emotionにて[42]（2017年1月29日参加） - 亀澤杏奈との撮影会
- Emotionにて[43]（2017年3月19日参加）
- Emotionにて（2017年4月23日参加） - 野呂陽菜、丸山帆成美、佐藤美央里との参加
- Emotionにて（2017年9月2日京都団体撮影会参加）
- FAN FUN POPにて[44]（2017年9月23 - 24日参加） - 青山ひかる、大貫彩香、小日向結衣、瀬川りん、鶴巻星奈、永井里菜、春菜めぐみ、柳瀬早紀との撮影会
- Emotionにて[45]（2018年2月3日参加） - 宮本あかりとの撮影会

### グラドルチアーズ（グラチア）
- 2017ボッチャ東京カップ[46]（2017年3月18日観戦）
- グラチアお披露目会開催[47]（2017年4月16日）
- 九十九里トライアスロン（2017年9月16日） - CHINTAIボランティアアンバサダーとして参加
- 倉持由香、星島沙也加と行く新潟競馬場バスツアー～プロに学ぶ競馬教室～[48]（2017年10月14日）

### その他
- CP+ 2015[49] SIRUIブース[50]（2015年2月12日） - イメージモデル
- CP+ 2016[51] SIRUI（2016年2月25日） - イメージモデル
- 名古屋オートトレンド2015[52] ガレージ八幡[53]（2015年3月1日） - イメージモデル
- 九十九里トライアスロン（2016年9月24日） チームCHINTAI グラチアメンバー（全担当：佐山彩香、スイム担当：青山ひかる、ラン担当：大貫彩香、バイク担当：星島沙也加）[54]
- よしもと芸人 オレンジ田中プロデュース お笑いレクリエーション教室（2016年2月10日・4月29日・5月28日、場所：津島市天然温泉・湯楽）
- Razer PR Girl[55]（2017年2月18日、ツクモeX.パソコン館B1FのRAZERZONE）
- CP+ 2017[56] SIRUIブース[50]（2017年2月23日 - 25日） - イメージモデル
- 名古屋オートトレンド2017[52] ガレージ八幡ブース[53]（2017年2月26日） - イメージモデル